# Budynek przy ul. Franciszkańskiej 12 w Toruniu
Budynek przy ul. Franciszkańskiej 12 w Toruniu – gotycka kamienica pochodząca z połowy XVI wieku, mieszcząca się przy ul. Franciszkańskiej 12 w Toruniu. Ma okrojony szczyt. Najstarszą częścią kamienicy są piwnice pochodzące z XIV wieku. W 1700 roku kamienica została przebudowana. W latach 1958–1960 przeprowadzono remont generalny budynku. Podczas prac odtworzono pierwotny układ przestrzenny wnętrza. W 1958 roku budynek wpisano do rejestru zabytków. 22 lipca 1961 roku w kamienicy otworzono bibliotekę, będącą filią Książnicy Miejskiej w Toruniu. Pod koniec 2012 roku bibliotekę przeniesiono na ulicę Jęczmienną.
W środku znajduje się stary przewód kominowy kuchni średniowiecznej. Rozpoczyna się on na parterze dużym okapem, pod którym znajdowało się palenisko. Ponadto na pierwszym piętrze zachował się profilowany strop oraz fragment dawnej galerii w wysokiej sieni na parterze.
Właścicielem budynku jest Urząd Marszałkowski. 